# Tegula felipenis
Tegula felipenis är en snäckart som beskrevs av Mclean 1970. Tegula felipenis ingår i släktet Tegula och familjen pärlemorsnäckor. Inga underarter finns listade i Catalogue of Life.